# Drilidae
Drilidae jsou brouci z nadčeledi Elateroidea. Jsou malou skupinou brouků, kde jsou larvy predátory, kteří napadají lasturové plže, alespoň u rodů Drilus a Selasia (biologie rodů Malacogaster a Pseudeuanoma je zcela neznámá).

## Popis
Malí až středně velcí (3-30 mm) brouci. Liší se dle pohlaví.
Samci jsou protáhlí brouci s dlouhými, pilovitými nebo hřebenovitými tykadly. Hlava je široká a krátká, shora viditelná (to znamená, že ji nekryje prsní štít). Čelo je poměrně ploché. Fasetové oči jsou malé a vystupující. Tykadla mají 10-11 kloubů, jsou připevněny pod čelem blízko fazetových očí a jsou poměrně dlouhé, vroubkované nebo hřebínkovité. Prsní štít (pronotum) je víceméně čtvercový s jasně nasazenými bočními okraji. Krycí křidélka jsou dosti měkká a často v zadní polovině mírně rozštěpená. Jsou pokryty jemnými, odstávajícími chloupky. Nohy jsou štíhlé. Všechny nohy mají pět kloubů.
Samice jsou tlusté, larvální, s krátkýma nohama a krátkými, nitkovitými tykadly. Křídla zcela chybí. Tento typ samic se nazývá larviformní a vyskytuje se v několika rodinách ve skupině Cantharoidea.

## Biologie
Dospělí samci se často vyskytují na květech nebo ve vegetaci. Samice žijí na zemi, málo se pohybují a lze je najít pod kameny nebo v prázdných šnečích ulitách. K přilákání aktivních samců pravděpodobně používají feromony. Larvy jsou predátoři, kteří se živí lasturovými plži. Plže zabíjejí jedovatým kousnutím, vylučují trávicí enzymy a poté částečně rozpuštěného plže nasají. V případě potřeby mohou provrtat ulitu. Některé druhy z této čeledi jsou důležitými predátory na hlemýždích a mohou být užitečné při udržování populace potenciálně škodlivých hlemýžďů pod kontrolou.

## Taxonomie
Skupina byla nedávno zavedena (jako kmen Drilini) do podčeledi Agrypninae v čeledi Elateridae (kovaříkovití).
- Řád brouci, Coleoptera
  - Podřád všežraví Polyphaga
    - Nadčeleď Cantharoidea
      - Čeleď Drilidae
        - Rod  Drilus   Olivier, 1790  – Evropa, Afrika a Asie
          -  Drilus concolor   Ahrens, 1812  – pouze druhy nalezené v Norsku
          -  Drilus flavescens   (Goeffroy, 1785)  - známý ze védska

        - Rod  Euanoma  - převeden do Omalisidae
        - Rod  Flabelloselasia   Kundrata, 2017 
        - Rod  Kupeselasia   Kundrata, 2017 
        - Rod  Lolosia   Kundrata, 2017 
        - Rod  Malacogaster   Bassi, 1833  - Jižní Evropa, Afrika, Malá Asie, Kanárské ostrovy ostrovy
        - Rod  Microselasia   Kundrata, 2017 
        - Rod  Paradrilus   Kiesenwetter, 1866  - převeden do Omalisidae
        - Rod  Pseudeuanoma  - převeden do Omalisidae, Východní Evropa, Malá Asie
        - Rod  Selasia   Laporte de Castelnau, 1836  – známý pouze z Afriky
        - Rod  Wittmerselasia   Kundrata, 2017